# Jean-Michel Coron
Jean-Michel Coron (Paris, 8 de agosto de 1956) é um matemático francês. Trabalha com equações diferenciais parciais.
Coron obteve a graduação em 1978 na École Polytechnique, onde começou a estudar em 1975, graduando-se também em 1981 na Ecole des Mines, onde foi até 1983 pesquisador no Centro de Automatização e Informática. Em 1982 obteve um doutorado na Universidade Pierre e Marie Curie, orientado por Haïm Brézis, com a tese Solutions periodiques non triviales d une equation des ondes. A partir de 1983 foi maître de conférences na École Polytechnique e a partir de 1987 professor na Universidade Paris-Sul, onde é desde 1990 professor pleno. A partir de 2008 é professor da Universidade Pierre e Marie Curie, no Laboratório Jacques Louis Lions.
Em 1993 foi laureado com o primeiro Prémio Fermat
É casado com Claire Voisin, com quem tem cinco filhos.

## Obras
- Control and nonlinearity. American Mathematical Society 2007
- Scholarpedia Artikel von Coron über Kontrolle partieller Differentialgleichungen